# 옥천군·보은군
옥천군·보은군은 대한민국의 옛 국회의원 선거구이다. 당시 충청북도 옥천군과 보은군 지역을 관할했다.

## 역사
제6대 국회의원 선거를 앞두고 옥천군 선거구와 보은군 선거구가 통합되면서 신설되었다.
제9대 국회의원 선거를 앞두고 영동군 선거구와 통합되어 보은군·옥천군·영동군 선거구를 이루게 됨에 따라 폐지되었다.

## 역대 국회의원
| 선거   | 정당 | 정당       | 의원   |
| ------ | ---- | ---------- | ------ |
| 1963년 |      | 민주공화당 | 육인수 |
| 1967년 |      | 민주공화당 | 육인수 |
| 1971년 |      | 민주공화당 | 육인수 |

## 역대 선거 결과

### 대한민국 제6대 국회의원 선거
|  | 38.27% |

|  | 27.47% |

|  | 12.59% |

|  | 10.52% |

|  | 6.51% |

|  | 2.53% |

|  | 2.07% |

### 대한민국 제7대 국회의원 선거
|  | 61.87% |

|  | 35.34% |

|  | 1.48% |

|  | 1.30% |

|  | 0% |

|  | 0% |

### 대한민국 제8대 국회의원 선거
|  | 57.85% |

|  | 37.57% |

|  | 4.56% |